# RuPaul
RuPaul André Charles, művésznevén RuPaul (San Diego, Kalifornia, USA, 1960. november 17. –), többszörös Primetime Emmy-díjas amerikai színész, drag queen, modell, író és énekes. A 90-es években több televíziós programban feltűnt. Ő volt a házigazdája a VH-1 csatornán futó talk shownak, illetve műsort vezet RuPaul's Drag Race és Drag U címekkel is.

## Életrajz

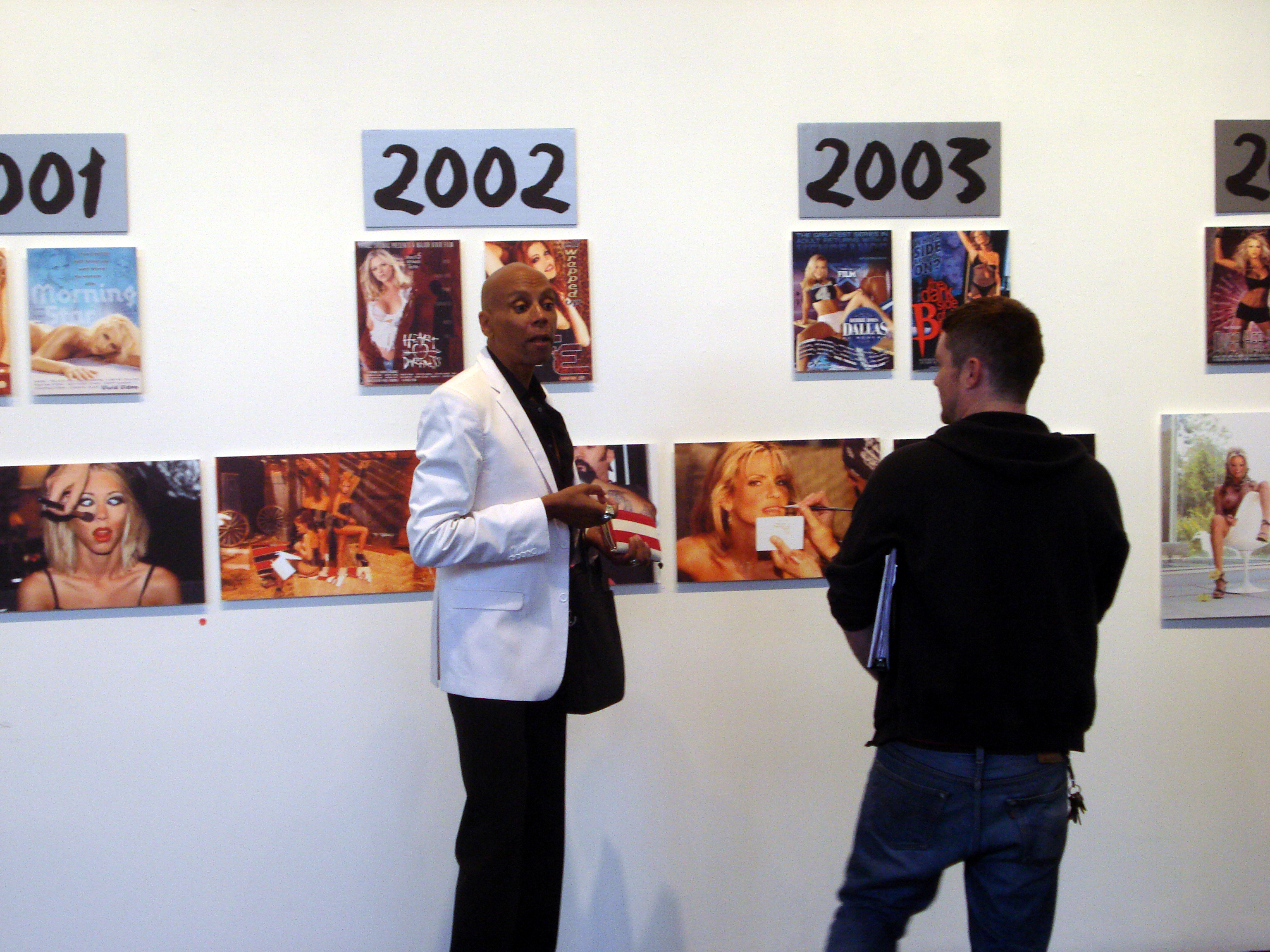
RuPaul 2009-ben (balra)

RuPaul San Diego-ban született, anyja saját nevét adta neki. Az 1980-as években RuPaul sikeres előadó, zenész, filmrendező szeretett volna lenni, így filmszerepet vállalt egy alacsony költségvetésű filmben melynek címe "Booty" volt. RuPaul gyakran fellépett a Celebrity Clubban mint táncos, és kiemelt szerepet kapott a The B52 együttes Love Shack című videójában is. A 90-es évek elején neve ismert volt az éjszakai klubéletben, és több zenekarral is fellépett New York éjszakai klubjaiban, főleg a Pyramid Clubban. RuPaul az angol Channel 4 csatornán futó Manhattan Cable című sorozatban is szerepelt, illetve a 90-es években a Wigstock-i drag fesztiválról készült film is a nevéhez köthető.

## RuPaul’s Drag Race
A RuPaul’s Drag Race egy amerikai gyártású reality, a lényege hogy megtalálják "Amerika következő drag (Nőimitátor) szupersztárját". Az első évad felvétele 2008-ban kezdődött meg, és 2009 februárjában jelent meg, a győztese Bebe Zahara Benet lett, és Nina Flowers-t választották meg a rajongók az első "Miss Congeniality"-nak. Magyarországon a Netflix streamingszolgáltatáson keresztül tekinthető meg. A show-t 84 db Emmy-díjra jelölték, amik közül 34-et meg is nyert. A show-nak azóta összesen 16 db évadja van Amerikában (nem számolva az Untucked, All Stars és az All Stars Untucked évadokat), nemzetközileg pedig több spin-off sorozata is van: Chile-ben, Thaiföldön, az Egyesült Királyságban, Kanadában, Hollandiában, Ausztráliában, Spanyolországban, Olaszországban, Fülöp-szigeteken, Franciaországban, Svédországban és Belgiumban.